# Jogos do Sudeste Asiático de 2025
Os Jogos do Sudeste Asiático de 2025, oficialmente os 33º Jogos do Sudeste Asiático, ou SEA Games 2025 e também conhecidos como Bangkok–Chonburi–Songkhla 2025, é um próximo evento multiesportivo internacional sancionado pela Federação dos Jogos do Sudeste Asiático (SEAGF), programado para ser realizada de 9 a 20 de dezembro de 2025 na Tailândia com a área metropolitana de Bangkok, Chonburi e Songkhla.
Estes serão os sétimos Jogos do Sudeste Asiático na Tailândia, o quinto em Bangkok (que já havia sediado os Jogos Peninsulares do Sudeste Asiático de 1959, os Jogos Peninsulares do Sudeste Asiático de 1967, os Jogos Peninsulares do Sudeste Asiático de 1975 e os Jogos do Sudeste Asiático de 1985), e os hospedado pela primeira vez em Chonburi e Songkhla.